# L'Art des bruits
 (avril 2024).
Si vous disposez d'ouvrages ou d'articles de référence ou si vous connaissez des sites web de qualité traitant du thème abordé ici, merci de compléter l'article en donnant les références utiles à sa vérifiabilité et en les liant à la section « Notes et références ».
L'Art des bruits (L'arte dei rumori), sous-titré Manifeste futuriste (Manifesto futurista) est un manifeste futuriste écrit en 1913 par Luigi Russolo dans une lettre à son ami le compositeur futuriste Francesco Balilla Pratella. Pierre fondatrice du bruitisme, il est considéré comme l'un des textes les plus importants et les plus influents de l'esthétique musicale du XXe siècle ; comme l'affirme Philippe Robert à son propos : « Un grand fracas de tôle emboutie : voilà ce à quoi les bases du renouveau musical du XXe siècle ont en partie ressemblé ».
Russolo y soutient l'idée que l'oreille humaine s'est familiarisée avec la vitesse, l'énergie et le bruit de l'environnement sonore urbain et industriel, et que cette nouvelle palette sonore nécessite une approche renouvelée des instruments et de la composition musicale. Il expose un certain nombre de conclusions dans lesquelles il décrit la manière dont l'électronique et d'autres technologies permettront aux musiciens futuristes de « substituer le nombre limité de sons que possède l'orchestre aujourd'hui par l'infinie variété de sons contenue dans les bruits, reproduits à l'aide de mécanismes appropriés ».

## Résumé

### L'évolution du son
L'essai de Russolo explore les origines des sons créés par l'homme.

#### «La vie antique ne fut que silence»
Russolo établit que le bruit n'est né qu'au XIXe siècle, à la suite de l'invention des machines. Auparavant, le monde était un lieu calme, sinon silencieux. Si l'on fait exception des tempêtes, des chutes d'eau et des séismes, le bruit qui venait interrompre ce silence n'était ni intense, ni prolongé ni varié.

#### Les premiers sons
L'auteur remarque que les premières expériences musicales de l'Homme étaient extrêmement simplistes, réalisés avec des instruments forts rudimentaires, et que de nombreuses civilisations primitives attribuèrent à la musique une origine divine et la réservèrent aux rites et rituels religieux. La théorie musicale des Grecs était basée sur les tétracordes mathématiques de Pythagore, qui ne permettaient pas d'harmonies. Tout au long du Moyen Âge, des développements et des modifications furent apportés au système musical grec, ce qui mena par exemple au chant grégorien. Russolo note que la musique n'était toujours considérée que comme dans son déroulement linéaire dans le temps; l'accord n'existait pas encore.
Russolo qualifie l'accord de « son complexe », et remarque comment celui-ci fait son apparition puis se diversifie en allant chercher des dissonnances de plus en plus élaborées, rapprochant la musique du son-bruit.

#### Le bruit musical et les sons-bruits
Russolo fait un parallèle entre cette évolution de la musique, tendant vers plus de complexité et de dissonance, et le développement et la multiplication des machines. La machine marque une rupture avec le silence d'autrefois et remplit de bruits l'environnement humain. Selon lui, les hommes du XVIIIe siècle n'auraient pu supporter les harmonies produites par les orchestres contemporains. Mais désormais l'oreille humaine reste insensible au son pur, encourageant par là-même les musiciens à rechercher de nouvelles combinaisons et sonorités pour continuer à « exciter notre sensibilité ».
Il explique ensuite comment le son musical est dès lors trop restreint dans sa variété de timbres, limité aux possibilités offertes par les instruments des orchestres. Selon lui « il faut à tout prix rompre ce cercle restreint de sons purs et conquérir la variété infinie des sons-bruits », avec l'aide de la technologie.
Russolo déclare que la musique a atteint un point où elle n'a plus le pouvoir de stimuler ou d'inspirer. Même lorsqu'elle est nouvelle, prétend-il, elle sonne toujours vieille et familière, laissant le public dans l'attente. Il presse les musiciens d'explorer l'univers sonore de la ville.

### Six familles de bruits pour l'orchestre futuriste
L'auteur tente ensuite d'explorer la variété des sons-bruits et de les ranger dans six grandes familles de bruits :
1. Grondements, éclat, bruit d'eau tombante, bruits de plongeon, mugissements ;
2. Sifflements, ronflements, renâclements ;
3. Murmures, marmonnements, bruissements, grommellements, grognements, glouglous ;
4. Stridences, craquements, bourdonnements, cliquetis, piétinements ;
5. Bruits de percussions (obtenus en frappant diverses matières: métal, bois, peaux, pierres, etc.) ;
6. Voix d'hommes et d'animaux (cris, gémissements, rires, sanglots etc.).

Russolo affirme que ce sont les bruits les plus fondamentaux, et que tous les autres peuvent s'obtenir à partir de combinaisons de ceux-ci.

### Conclusions
L'auteur parvient enfin à une série de huit conclusions :
1. Les compositeurs doivent « élargir et enrichir de plus en plus le domaine des sons », ce qui aura pour conséquence, en poursuivant le travail poursuivi par les compositeurs contemporains en direction du son-bruit, de substituer définitivement les bruits aux sons ;
2. Les musiciens doivent s'efforcer de sortir du carcan trop étroit des sons de l'orchestre et tenter de reproduire l'infinie variété des bruits au moyen de mécanismes appropriés ;
3. Après s'être débarrassés du rythme traditionnel, les musiciens trouveront dans le bruit une richesse rythmique leur permettant de se renouveler ;
4. Les tonalités complexes du bruit peuvent être reproduites et étendues au moyen d'instruments construits à l'image de cette complexité ;
5. La création d'instruments reproduisant le bruit ne devrait pas être d'une grande difficulté, puisqu'une fois trouvé le moyen de créer un type de bruit, les lois de l'acoustique permettront de l'étendre facilement aux autres hauteurs souhaitées (en jouant sur la vitesse de rotation dans le cas d'un instrument rotatoire, sur la tension dans d'autres cas, etc.) ;
6. Le nouvel orchestre ne se contentera pas d'imiter les bruits de la vie, mais au contraire suscitera des émotions renouvelées en créant de nouvelles associations variées des timbres et des rythmes du bruit ;
7. "La variété des bruits est infinie", se trouve liée à la variété des machines produites par l'homme, que le compositeur futuriste devra savoir combiner et utiliser, et non seulement imiter ;
8. Enfin, il invite les nouveaux musiciens à prêter attention aux bruits et à leur complexité et, une fois qu'ils auront découvert l'étendue de la palette de timbres des bruits, ils développeront une passion pour le bruit. Il prédit l'apparition, après les yeux futuristes, des oreilles futuristes.

## Musiciens/Artistes influencés parL'Art des bruits
- Pierre Henry[3]
- Pierre Schaeffer[4]
- Jean-Luc Hervé Berthelot
- Vivenza
- Jean Voguet
- Art of Noise[5]
- Adam Ant[6]
- Einsturzende Neubauten[3]
- Test Dept[3]
- DJ Spooky[3]
- Francisco Lopez (en)[3]
- Lieutenant Caramel
- The Bloody Beetroots[7]
- Jean-Robert Sedano et Solveig de Ory
- Kraftwerk